# Banana Fish
《BANANA FISH》是由吉田秋生所創作的日本漫畫作品。於《別冊少女COMIC》1985年5月號至1994年4月號（1994年6月號、8·9月合併號、1995年1月號刊載番外篇）之間連載。單行本全19集、文庫版全12集另含番外篇1集。也發行以本作為基礎製作的廣播劇。
在2005年、2009年曾兩度由（Axle）改編成舞台劇。2012年10月24日至11月4日間在上演由磯村洋祐（劇團EXILE）和竹内寿雙主演的新版舞台劇。應吉田秋生出道40週年紀念製作動畫，2018年7月至12月間，在富士電視台的noitaminA頻道播出。

## 故事大綱
「BANANA FISH」為全19集而成的大作，劇情大至可分為六部份。
- Part 1：單行本第1集：序章
- Part 2：單行本第1-6集：解開「BANANA FISH」之謎
- Part 3：單行本第7-11集：亞修的反擊
- Part 4：單行本第12-14集：格魯茲的復權
- Part 5：單行本第15-18集：最後的戰鬥
- Part 6：單行本第18-19集：後記

Part 1：序章
1973年越戰期間，美國士兵葛利夫・卡林斯突然以機關槍掃射同隊士兵造成死傷，在一旁的馬克斯・羅伯只好開槍射擊他的腳來阻止其行動。就在此時，葛利夫突然說出了「BANANA FISH」這句令人匪夷所思的謎語。
Part 2：解開「BANANA FISH」之謎
統領下城街童集團的老大亞修，從格魯茲下令暗殺的男人口中聽到「BANANA FISH」這句密語，對方將加州一處地址和一個小膠囊交給他之後便斷了氣。因變成廢人的哥哥時常從口中說出「BANANA FISH」，亞修決定開始調查此事。
格魯茲在中美使用「BANANA FISH」發生政變，為了得手海洛因的走私路線進而與美國政治家和軍人一同聯手，並阻止亞修的調查。
被冠上殺人的冤罪，亞修被關入大牢之中。在此認識了哥哥葛利夫於越南從軍時的舊友馬克斯・羅伯。馬克斯自越戰事件後，長年調查有關「BANANA FISH」的情報，兩人便開始一同行動。潛入位於加州的多森博士家中，亞修和馬克斯查出「BANANA FISH」實際為含有複數生物鹼的藥物。並解明具有操控人的潛意識的功能。
他們目睹了在格魯茲的宅邸內，被施打了「BANANA FISH」的肖達因暗示的關係失去自我並想殺害英二，亞修遵從了肖達的願望「殺了我，讓我解脫」而射殺了他。
Part 3：亞修的反擊
受到月龍幫助的亞修，終於逃出宅邸並開始對格魯茲展開反擊。亞修針對格魯茲為科西嘉人財團理事這點，駭入並榨取了財團收入源之一，對外用名義公司「GOOSE」6000萬美元的股份。
格魯茲為了向黑手黨交代，便不得已的離開美國。期間，為奪回被歐沙恐怖支配的下城，亞修購入了曼哈頓的高級公寓當做隱身處使用。將與歐沙有往來的地方首領接連殺害重挫對方，無法忍受的歐沙便與亞修進行了選出首領的戰鬥。亞修雖獲得了勝利，卻受重傷被搬往由科西嘉人財團所經營的國立精神衛生中心。不久後電視上撥出有關亞修死亡的新聞，但亞修從回到美國的格魯茲面前逃出了衛生中心。
Part 4：格魯茲的復權
Part 5：最後的戰鬥
Part 6：後記

## 登場人物

### 主角及其友人們
亞修・林克斯（Ash Lynx）　聲：內田雄馬、塙真奈美（幼少期）
本作主角。17歲→19歲。
「亞修（灰／Ash）・林克斯（山貓／Lynx）」為一般通稱。本名為亞斯蘭・J・卡林斯（アスラン・ジェイド・カーレンリース／Aslan Jade Callenreese），在故事中盤成為帝諾・格魯茲的養子之後，姓氏更改為格魯茲。
出生日為1968年8月12日，17歲時／身高：5呎9吋（約175.26cm）19歳時／身高：5呎12吋（約182.4cm）體重：150磅（約68.3kg）。擁有金髮綠眼和脫俗的美貌與IQ200以上（後來馬納・漢姆博士的測量則為210）的頭腦，有著壓倒性的領袖魅力、優秀的運動神經、一流的射擊技術、小刀也運用自如。
出身於麻薩諸塞州鱈魚角（Cape Cod）。自幼年時母親便離家失去蹤跡，父親則在老家經營小餐館兼酒店。7歲起遭村裡兼職少棒教練的退役軍人長期性侵，然而地方上因該軍人為名人而不願相信，其父親無法說服眾人，轉而要求亞修向該退役軍人收錢。一年後，亞修槍殺該退役軍人。父親將亞修送往居住費城的妹妹處，其後亞修出走，與哥哥葛利夫同住，其後哥哥從軍出征，最後亞修流落街頭。
遭紐約黑手黨收為男娼，逼迫拍攝兒童色情作品等，其後因樣貌和能力特出，受幫主賞識栽培為接班人。後成為紐約貧民街街頭兒童集團「Lynx」的老大。在追尋使哥哥葛利夫成為廢人的「BANANA FISH」謎團時，與逼亞修為娼的黑手黨領袖的格魯茲敵對。
即使在感到孤獨與被幼少時期所受的精神傷害、自我厭惡和罪惡感給苛責的狀態時，仍能夠在部下和敵人面前保持冷酷無情的強硬態度。與奧村英二相遇之後了解何為無償的愛，心靈得以被救贖。但因即使拼上生命也要守護英二這點，使得英二成為了自身最大且唯一的弱點。
故事終盤與英二分開，本為了徹底讓英二脫離刀槍的殘酷世界，亞修選擇讓英二去日本，也不去送別英二，但在看到那張機票後，他的心意改變了，而在這時「勞」（「辛」的哥哥）在亞修卸下心防準備去找英二時刺殺了他，這一刀也讓亞修清醒了過來，他明白有很多人想要他的命，他永遠不可能和英二在一起，因為只要有他在，英二就永遠不可能安全，他已經報過仇了，結束這一切的方式就是死亡，所以他選擇回到圖書館中他平時席坐的老位置上讀完英二的那封信，放任傷口流血，含笑九泉。
奧村英二（Okumura Eiji，聲：野島健兒）
19歲→21歲→28歲
1966年11月28日出身於島根縣出雲市，老家有一個妹妹。高校時期是有著能得到高校全國大賽第二名實力的撐竿跳選手，因受傷的緣故而無法繼續，成為攝影師伊部俊一的攝影助手，在一同去紐約尋找街頭兒童取材之際，進而認識亞修的大學生。比亞修年長2歲，原本就是童顏再加上身為東方人，在美國總被誤認比起實際年齡小5歲。
為亞修所信任且唯一能深入其內心的人物，是亞修最重要的存在，因此時常被敵人給盯上。雖然成為了亞修的弱點，但英二也是真心的理解亞修並希望能救贖他，持著這樣的心情選擇了和亞修一同行動。和亞修對照起來，屬於比較開朗又平穩的性格，也有鲁莽又頑固的一面。
結局中，彷彿已經了解亞修不會跟他回國，但還是將機票託付給辛交給亞修後，與眾人道別回國，他下定決心不向亞修說再見，因為他相信一定還會與亞修再見。
在本篇最終回的後記「光之庭」中，七年後已成為在曼哈頓獨立生活的攝影師。從會定期舉辦自己的個展這點來看，似乎相當受歡迎。辛舒霖彼時常住在英二家中。
在本作發行之前的短篇「Fly boy,in the sky」裡就已經登場過，當時是個居住在島根縣的高校2年生。
伊部俊一（Ibe shunichi，聲：川田紳司）
本作初登場時27歲。
與英二同樣從「Fly boy,in the sky」裡初次登場。這時還只是美術大學的3年生，但因以英二作為模特兒所拍攝的CANON A-1廣告照片被認可之後，而成為了職業攝影師。本作以攝影師身分登場，和馬克斯是朋友。
帶著因為受傷而陷入低潮的英二一同前往紐約去取材時捲入了事件之中。身為英二的保護者，有時會表現得過度保護英二。
馬克斯・羅柏（Max Lobo）　聲：平田廣明
初登場時33歲。
本名為馬克斯・古里德。原為美國陸軍，後曾任職過紐約市警，與妻子離異時誤傷警察而去職入獄。亞修的哥哥葛利夫軍中殺人時就在現場，因此長期追查BANANA FISH的謎團。在追查中結識並長期協助亞修，後來成為自由記者，對外揭發BANANA FISH真相。
葛利夫・卡林斯（Griffin Callenreese）　聲：布施川一寬
亞修的哥哥。小時努力撫養弟弟。戰場上因精神壓力過大而服食毒品，因BANANA FISH殺害軍隊同胞並成為廢人。戰場醫院後行蹤不明，亞修在美國精神病院找到他，之後長期受弟弟照顧。本作故事初期意外為黑手黨的亞伯拉罕・多森所殺。
潔西卡・蘭迪（Jessica Landy）　聲：深見梨加
馬克斯的前妻，雜誌記者。與馬克思育有一子麥可（聲：富田美憂）。故事終盤與前夫破鏡重圓。

### 科西嘉黑手黨
帝諾・法蘭西斯・格魯茲（Dino Golzine）　聲：石塚運昇
科西嘉黑手黨的首領，紐約排名前五的黑幫首領。將小時候的亞修撿回幫內，後來成為亞修的養父。只對兒童有性慾。寵愛亞修並看好其才能，視為後繼者。早年使亞修拍攝兒童變態色情作品，並當男娼賣淫抽成。故事中尾盤持續遭亞修修理、反抗、傷害，始終未對亞修痛下殺手，甚至領養為養子，仍極力栽培為接班人。結尾時因遭亞修等伏擊成為人質，遭僱傭的傭兵反客為主槍擊奪走一切。重傷之餘牽制該傭兵集團行動外，在最後傭兵的首領把亞修逼死前槍殺該傭兵，然後體力不支平靜地從高樓墜入火海身亡。
另外，日語的原配音員石塚運昇在動畫播出月餘即癌症過世，然而配音卻終始至最後一集，動畫最終回的OP中有特別寫到「向石塚先生致敬」一語。
弗烈得・歐沙（Frederick Arthur）　聲：細谷佳正
與亞修敵對的不良少年們的老大。扣扳機的手指在過去搶地盤時因行為卑劣遭亞修切斷，此後無法用槍而覬覦復仇的機會。
迎合格魯茲，企圖取代亞修的地位。結合馬賓誘捕亞修，漫畫中失敗後獻計製造亞修殺死馬賓假象的冤獄。配合黑手黨捕捉亞修的同時，逐漸取代亞修過往的地位，然而無法完全服眾，連續失敗以後，帝諾因故必須離開美國時，歐沙的得力盟友和手下連續遭到亞修勢力刺殺，不得已向亞修提出單挑決鬥。
亞伯拉罕・多森（Abraham Dozens）　聲：林勇
黑手黨內的藥物研製人員。猶太裔。才氣不如兄長，在戰場上對BANANA FISH進行人體實驗，造成亞修哥哥成為廢人，復誤殺他。後來又以肖達・翁做人體實驗，害死他後解剖取腦，終為亞修所殺。
馬納・漢姆（聲：上田燿司）
科西嘉人財團經營的國立精神衛生中心的所長。以BANANA FISH對重犯進行人體實驗的瘋狂科學家。為進一步改良該藥物，降低其損害智力的副作用而想要智商高的亞修作實驗體。結尾時欲逃走反遭亞修挾持時遭福克斯槍殺。
白（Blanca）　聲：森川智之
白是暱稱。曾擔任過亞修的戰鬥指導教師也是過去亞修唯一敞開心門的人物。一度引退，隱居加勒比海地區，受格魯茲之邀出山對付亞修。之後接受李月龍僱用。結尾時協助亞修對付福克斯。事後返回加勒比海。
戰鬥能力遠勝亞修，亞修幾乎毫無還手之力。前蘇聯特務，其妻娜塔莉亞父親為遭處決的政治犯，故婚姻受單位反對，後疑遭當局暗殺。原名歇爾傑。
艾爾頓・L・福克斯（聲：堀內賢雄）
法國傭兵部隊隊長，游擊戰專家，施虐狂之外，好男色，為人城府極深，手段狠辣，本作最終決戰敵人。
受格魯茲僱用擒拿亞修，亞修逃脫後，又擄走亞修等的同伴至國立精神衛生中心為人質，後欲染指BANANA FISH。槍擊成為亞修人質的格魯茲，奪走資料和樣本，最後時為亞修所傷不死，最后一刻對亞修佔盡上風時為重傷的格魯茲所槍殺。

馬賓·克羅斯比（聲：石塚堅）
黑手黨幹部，向帝諾提供小男孩。同性戀，偏好金髮碧眼。迷戀並垂涎亞修，手上珍藏亞修相關的兒童色情作品，曾出演強暴亞修的鏡頭。帝諾命令拷問亞修時，企圖假公濟私，結果屢遭羞辱，老羞成怒時，意外槍殺護主的亞修少年手下史奇普。隨後為自己人利用而遭殺害，佈置成亞修是兇手的冤獄陷阱。
葛列利（聲：志村知幸）
格魯茲的親信。遭遇亞修在國立衛生中心附近組織的伏擊時，保護格魯茲身亡。

### 華僑
李月龍（Lee Yut-Lung）　聲：福山潤
初登場時16歲。
美國名為尤希（ユーシス／Yousiss），端正的外貌加上留著長髮的關係有時會被誤認成女性。
從6歲起學習了數萬種草藥和毒物的相關知識，與亞修從不同的角度分別找出了「BANANA FISH」的核心成分。
中國黑手黨「李家」中的末弟，將害死自己母親的異母兄弟們全數暗殺後而掌握了實權。
羨慕忌妒和自己境遇相近的亞修能夠得到英二這獨一無二的存在，選擇與他敵對。對於英二有強烈的恨意並想加害他。
結局中，辛直接找他並告知已經知道他的過去，在最後辛不放棄的鼓舞之下，與辛重修舊好，並對於亞修與英二的事情放下，打算重新開始。
肖達・翁（Shorter Wong）　聲：古川慎
從少年刑務所時期就是亞修的摯友。華裔美國人，紐約中國城不良少年們的老大。性格直爽很重視同伴。
遭格魯茲的手下施打「BANANA FISH」後，被下達殺死英二的暗示而無法控制自我，最後被亞修所殺。
家裡經營著中華餐館，由姐姐眉悌一手打理。亞修對他的廚藝評價極差。
辛舒霖（Sing Soo-Ling）　聲：千葉翔也
14歲→16歲→23歲。
肖達死後成為中國城街童集團的老大。
乍看似天真無邪的小孩但本身擁有卓越的天份及領導能力，喜愛幫助他人，身手敏捷充滿行動力。在即使陷入困境時也能開朗地展現出堅強的意志力。
聽到肖達被殺害時曾憎恨過亞修，曉知真相後成為了亞修和英二的助力之一。
結局中，他直接找月龍並告知他已經知道月龍的過去，在最後不放棄的鼓舞之下，與月龍重修舊好，對於亞修不願見英二一事不解，只將英二託付給他的信交給亞修後趕去機場目送英二回國。
本篇結束之後，身體快速成長變得很高大。在作者後來發行的漫畫「YASHA-夜叉-」、「沉睡的夏娃」之中做為重要人物登場，並在後記「光之庭」中，說道想給予英二幸福，並陪伴在他身邊。
勞延泰（聲：齊藤壯馬）
辛舒霖的異母兄弟，中國城的街童集團成員，凡事都以辛的利益為最高指導原則，對辛極其忠心，卻因此而被月龍捕獲時被他利用而分化，並與兩名手下打算刺殺亞修，想替辛鞏固領導主權，但英二挺身替亞修檔彈因此造成英二半身不遂後，手下被亞修擊斃，勞至此與辛和唐人街集團斷絕關係。
結局中，他刺殺亞修，並告知他的目的是保護辛不被亞修所害時，遭亞修開槍反擊暴斃而死。
眉悌・翁（Madia Wong，聲：庄司宇芽香）
肖達・翁的姐姐。打理著中華餐館張大餐館。

### 街頭兒童
亞雷斯（聲：石谷春貴）
亞修的得力助手。金髮灰瞳。亞修不在時，代為管理內務。
史奇普（聲：村瀨步）
亞修的心腹，12歲左右的非裔少年。亞修通常稱他史奇。在馬賓企圖射殺亞修時，為保護亞修中槍身亡。
波茲（聲：丹羽正人）
亞修的手下。經常與康谷出入。因亞修的起床氣而失去前牙。
康谷（聲：鷲見昂大）
亞修的手下。相對波茲來得高大。
肯・布拉多（聲：三宅健太）
黑人集團「黑色安息日」的老大，有著「染血的肯」稱號。
討厭歐沙卑鄙的做法，選擇了和亞修聯手。
經常帶著墨鏡，有一副讓人害怕的長相，但相當重人情，也很有男子氣概。

### 紐約警方
安東尼奧·傑肯（聲：小形滿）
21分局警官。作中多稱姓氏傑肯。對亞修及其過去充滿同情，多方保護，奔走援救。
作者較早作品《加州物語》中的登場人物。
查爾斯·狄金生（聲：上田燿司）
21分局警官。咸稱查理。工作認真熱忱的老好人。與馬克斯・羅柏在受訓時期成為友人。
作者較早作品《加州物語》中的登場人物。

### 其它人物
亞雷西斯·多森（聲：宇垣秀成）
意外發明BANANA FISH的科學家。加利福尼亞大學教授、病理學者。青年時缺錢，與弟弟亞伯拉罕等三人非法製毒販賣，偶然生成BANANA FISH。夥伴艾迪·弗列德試藥後詭異死亡，雖然一度銷毀，但弟弟卻盜走藥物出逃，在戰場進行人體實驗。因弟弟沒有完整數據無法完全還原藥物，使得黑手黨覬覦其能力而捲入事件。由於拒絕與黑手黨合作，在國立精神衛生中心內，遭下藥BANANA FISH作實驗體後，智商下降至小孩的程度。亞修為保留證人和證據，特意帶他一起從中心出逃。
烏里安·奇帕德（聲：櫛田泰道）
共和黨參議員，號稱「怒吼之男」，政壇上的老狐狸。喜好孌童，帝諾的男娼娼館常客。曾經睡過亞修，此點遭亞修利用威脅。最後遭帝諾捨棄，被白暗殺。
托馬仕·霍斯多克（聲：松川裕輝）
美軍陸軍上校、中美洲軍事顧問。與奇帕德等參與BANANA FISH計劃。與奇帕德合謀企圖排擠格魯茲，最後反遭格魯茲暗殺。
史帝芬·羅巴特（聲：稲田徹）
馬克斯的朋友，新聞週刊的記者。合作揭發BANANA FISH計劃。